# Elezioni parlamentari in Ucraina del 1998
Le elezioni parlamentari in Ucraina del 1998 si tennero il 29 marzo. I 450 deputati furono eletti mediante un sistema misto: la metà dei seggi fu assegnata mediante sistema proporzionale, fra le liste che avessero superato il 4% dei voti; l'altra metà mediante sistema maggioritario, all'interno di 225 collegi uninominali.

## Liste concorrenti
Alle elezioni presero parte 30 liste, di cui 9 blocchi elettorali. Fra questi:
- Blocco Elettorale Partito Socialista d'Ucraina e Partito Contadino d'Ucraina[1];
- Ucraina del Lavoro[2];
- Fronte Nazionale[3];
- Insieme[4];
- Avanti Ucraina[5];
- Blocco dei Partiti Democratici[6];
- Blocco SLON - SLO[7].

## Risultati
| Liste                                                      | Riparto nazionale | Riparto nazionale | Riparto nazionale | Seggi collegi | Seggi totale |
| Liste                                                      | Voti              | %                 | Seggi             | Seggi collegi | Seggi totale |
| ---------------------------------------------------------- | ----------------- | ----------------- | ----------------- | ------------- | ------------ |
| Partito Comunista d'Ucraina                                | 6.550.353         | 24,65             | 84                | 38            | 122          |
| Movimento Popolare d'Ucraina                               | 2.498.262         | 9,40              | 32                | 14            | 46           |
| Partito Socialista d'Ucraina - Partito Contadino d'Ucraina | 2.273.788         | 8,56              | 29                | 6             | 35           |
| Partito dei Verdi d'Ucraina                                | 1.444.264         | 5,44              | 19                | -             | 19           |
| Partito Popolare-Democratico                               | 1.331.460         | 5,01              | 17                | 10            | 27           |
| Hromada                                                    | 1.242.235         | 4,68              | 16                | 7             | 23           |
| Partito Socialista Progressista d'Ucraina                  | 1.075.118         | 4,05              | 14                | 3             | 17           |
| Partito Socialdemocratico d'Ucraina (Unito)                | 1.066.113         | 4,01              | 14                | 3             | 17           |
| Partito Agrario d'Ucraina                                  | 978.330           | 3,68              | -                 | 7             | 7            |
| Partito delle Riforme e dell'Ordine                        | 832.574           | 3,13              | -                 | 4             | 4            |
| Ucraina del Lavoro (SP - UPS)                              | 813.326           | 3,06              | -                 | 1             | 1            |
| Fronte Nazionale (KUN - UKRP - URP)                        | 721.966           | 2,72              | -                 | 7             | 7            |
| Insieme (LPU - PT)                                         | 502.969           | 1,89              | -                 | 2             | 2            |
| Avanti Ucraina! (ChDS - UChDP)                             | 461.924           | 1,74              | -                 | 3             | 3            |
| Partito Cristiano-Democratico d'Ucraina                    | 344.826           | 1,30              | -                 | 2             | 2            |
| Blocco dei Partiti Democratici (DPU - PEV)                 | 326.489           | 1,23              | -                 | 2             | 2            |
| Partito dello Sviluppo Economico Nazionale d'Ucraina       | 250.476           | 0,94              | -                 | -             | -            |
| Blocco SLON - Associazione Social-Liberale (KDP - MBR)     | 241.367           | 0,91              | -                 | 1             | 1            |
| Partito della Rinascita Regionale d'Ucraina                | 241.262           | 0,91              | -                 | 2             | 2            |
| Partito Panucraino dei Lavoratori                          | 210.622           | 0,79              | -                 | 1             | 1            |
| Unione                                                     | 186.249           | 0,70              | -                 | 1             | 1            |
| Partito Panucraino delle Iniziative delle Donne            | 154.650           | 0,58              | -                 | -             | -            |
| Partito Cristiano Repubblicano                             | 143.496           | 0,54              | -                 | -             | -            |
| Assemblea Nazionale Ucraina                                | 105.977           | 0,39              | -                 | -             | -            |
| Partito Socialdemocratico d'Ucraina                        | 85.045            | 0,32              | -                 | -             | -            |
| Partito dei Difensori della Patria                         | 81.808            | 0,31              | -                 | -             | -            |
| Altri <0,25%                                               | 188.033           | 0,71              | -                 | 1             | 1            |
| Nessuna lista                                              | 1.396.592         | 5,26              | -                 | -             | -            |
| Voti non validi                                            | 821.699           | 3,09              | -                 | -             | -            |
| Indipendenti                                               | -                 | -                 | -                 | 105           | 105          |
| Vacanti                                                    | -                 | -                 | -                 | 5             | 5            |
| Totale                                                     | 26.571.273        | 100               | 225               | 225           | 450          |